# Chapelle Saint-Hubert de Habay
Pour les articles homonymes, voir Église Saint-Hubert.
La chapelle Saint-Hubert est un édifice religieux catholique classé situé dans le village de Habay-la-Vieille faisant partie de la commune de Habay en province de Luxembourg (Belgique).

## Situation
L'édifice est situé à environ 1 kilomètre au nord du village gaumais de Habay-la-Vieille, le long de la rue de la Rochette qui mène au hameau ardennais de Thibessart, à travers la forêt d'Anlier. La chapelle se situe à l'orée sud de la forêt d'Anlier.

## Historique et architecture
La chapelle, de petite dimension (environ 7 m sur 4 m), a été édifiée aux alentours de 1700 et remaniée en 1835. La chapelle aussi dédiée à Notre-Dame de Luxembourg est constituée d'une seule nef (avec contrefort) de deux travées percée d'autant de baies en arc en plein cintre de chaque côté et d'un chevet plat sans ouverture. La façade située au sud est précédée par une petite avancée du XIXe siècle sous toiture à deux pans comprenant le portail d'entrée cintré, axial et ouvert. La toiture est recouverte d'ardoises débordant au-dessus des murs latéraux. Autrefois, la chapelle était entourée par trois tilleuls. Il n'en subsiste plus qu'un seul à ce jour.

## Classement
L'ensemble formé par la chapelle dédiée à Saint-Hubert, entourée de trois tilleuls et située le long de la route de Habay-la-Vieille est repris depuis le 6 juin 1984 sur la liste du patrimoine immobilier classé de Habay.
La chapelle Saint-Hubert (intérieur et extérieur) sise rue de la Rochette, 53 à Habay-la-Vieille  est reprise depuis le 2 septembre 1994 sur la liste du patrimoine immobilier classé de Habay.